# Anne-Margot Ramstein
 (mai 2018).
Pour les articles homonymes, voir Ramstein.
Anne-Margot Ramstein est une illustratrice, auteure française de bande dessinée et d'albums jeunesse née en 1984.

## Biographie
Originaire de l'île de la Réunion, Anne-Margot Ramstein est diplômée de l'École supérieure des arts décoratifs de Strasbourg en 2009.
Elle travaille pour la presse et la publicité et publie des livres illustrés chez Albin Michel Jeunesse, notamment en collaboration avec Matthias Arégui.
Elle reçoit un Ragazzi Award lors de la Foire du livre jeunesse de Bologne pour son livre Avant Après, écrit avec Matthias Arégui,.
En 2015-2016, elle devient la première illustratrice pensionnaire de la villa Médicis à Rome.

## Œuvres
- L'ABC des tracas, Albin Michel, 2011
- Avant Après, Albin Michel, 2015
- En forme, Albin Michel, 2015
- Faune & flore, Les Grandes personnes, 2016
- Dedans dehors, Albin Michel, 2017
- Otto, éditions 2024, 2018